# Chen Yanqing
Chen Yanqing (陈艳青S, Chén YànqīngP; Suzhou, 5 aprile 1979) è una sollevatrice cinese.
Ha vinto due medaglie d'oro olimpiche nel sollevamento pesi: una alle Olimpiadi di Atene 2004 nella categoria 58 kg femminile e una alle Olimpiadi di Pechino 2008, anche in questo caso nella categoria 58 kg femminile.
Inoltre ha vinto due medaglie d'oro ai campionati mondiali di sollevamento pesi (1997 e 1999) e due medaglie d'oro ai giochi asiatici (1998 e 2006), sempre nella categoria 58 kg.

## Palmarès
- Giochi olimpici

Atene 2004: oro nei 58 kg;
Pechino 2008: oro nei 58 kg.
- Campionati mondiali

Chiang Mai 1997: oro nei 64 kg;
Atene 1999: oro nei 58 kg.
- Giochi asiatici

Bangkok 1998: oro nei 58 kg;
Doha 2006: oro nei 58 kg.
- Campionati asiatici

Osaka 2000: oro nei 63 kg.